# Verlostang

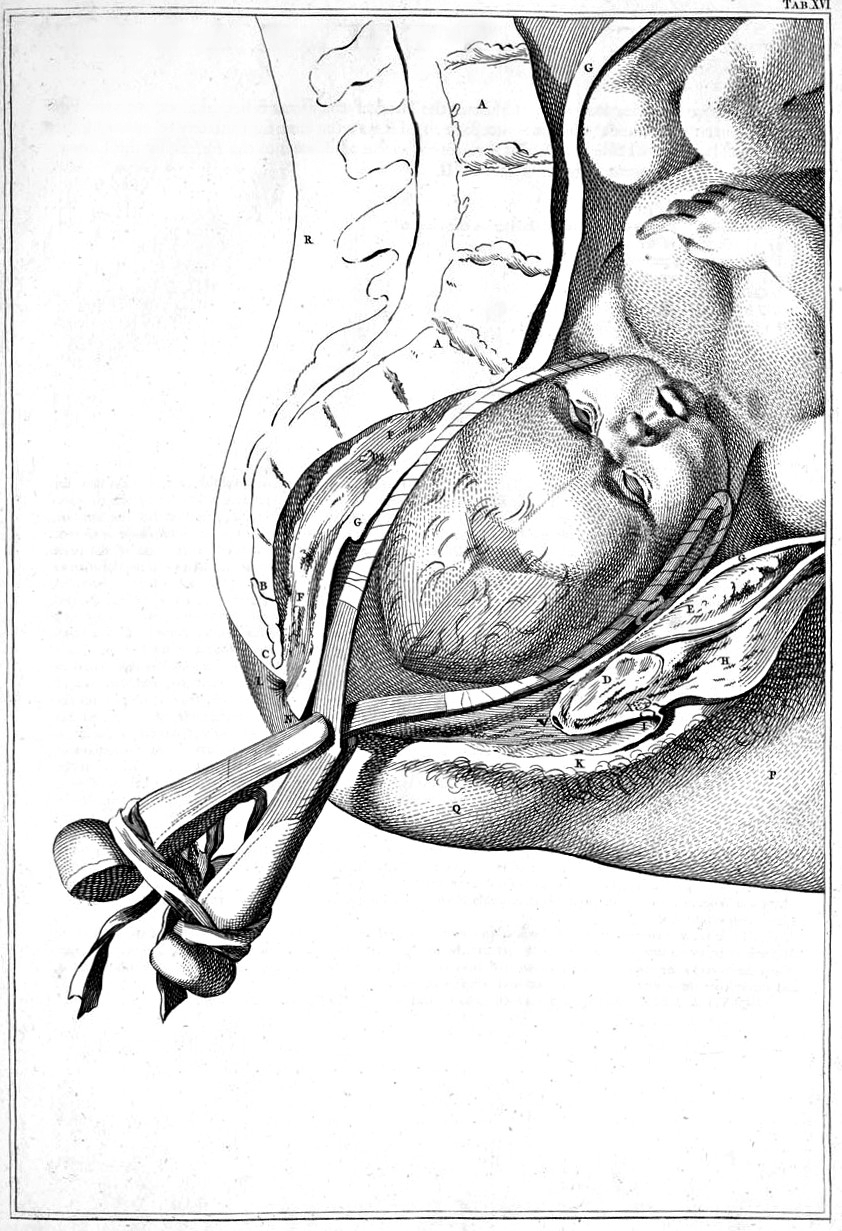
Een bevalling met behulp van een verlostang op een 18e-eeuwse tekening van William Smellie.

De verlostang of forceps is een mechanisch apparaat waarmee een gynaecoloog een bevalling kan bespoedigen of vergemakkelijken. De  werkwijze heet tangverlossing of forcipale extractie.

## Klassieke uitvoering
Het klassieke ontwerp bestaat uit twee scharnierende delen, die men lepels noemt. De lepels worden om het hoofdje van het kind gelegd, waarna er voorzichtig aan de verlostang getrokken kan worden om het kind naar buiten te helpen.
Het scharnier van de tang bestaat uit twee losse delen, die 'mannelijk' en 'vrouwelijk' worden genoemd. De eerste heeft een uitsteeksel dat als asje van het scharnier dient, de laatste een gat dat om het uitsteeksel scharniert.
De tang wordt zo aangelegd dat de gebogen lepels als een mutsje over beide oren van het kind liggen. De beide helften van de tang worden afzonderlijk in positie gebracht en daarna aan elkaar geklikt. Overal wordt gelijkmatige druk uitgeoefend. Knijpen is dus uit den boze. Als de dokter er zeker van is dat de tang goed zit en hij niets forceert, legt hij ook zijn andere hand om de greep van de tang en trekt heel langzaam en voorzichtig het hoofdje van het kind tevoorschijn.

## Andere uitvoeringen
Het knijpen, dat niet helemaal te vermijden is, is een groot nadeel van de klassieke verlostang. Er bestaan daarom ook uitvoeringen, waarbij de helften anders verbonden zijn, zodat er minder gevaar is om tijdens de verlossing te veel druk uit te oefenen op het babyhoofdje. Bijvoorbeeld zijn er tangen die in een bepaalde stand vastgezet kunnen worden en daarna met één handvat bediend worden.

## Geschiedenis
De Britse vroedmeester Peter Chamberlen (1601-1683) was in 1670 de eigenlijke uitvinder van de verlostang. Zijn eerste demonstratie mislukte echter jammerlijk en eindigde met het overlijden van zowel moeder als kind. Hij hield daarom zijn vinding jarenlang angstvallig geheim. Ook de 17de-eeuwse stadsvroedmeester van Amsterdam Hendrik van Roonhuijsen (1625-1672) en zijn zoon Rogier hielden de door hen ontwikkelde verlostang uit de openbaarheid. De Gentse meesterchirurgijn Jan Palfijn (1650 -1730) was de eerste die het aandurfde om de door hem ontworpen verlostang in 1723 in de openbaarheid te brengen aan de Academie van Wetenschappen te Parijs. 

## Indicatie
Wanneer de baring niet vordert of er treedt foetale nood op, kan een tangverlossing nodig zijn. Een classificatie die helpt bij de beslissing, staat bekend als de vlakken van Hodge. Een verlostang wordt toegepast, wanneer het hoofd al zover is ingedaald, dat het op de bekkenbodem staat (Hodge 4). Wanneer het hoofd hoger staat (Hodge 3) dan kiest men voor vacuümextractie. Is er minder indaling dan Hodge 3, dan is een keizersnede aangewezen.